# Kapljevinski helij
Kapljevínski hélij (tudi in pogovorno tekóči hélij ali redkeje tekočínski hélij) je kapljevinska faza helija pri zelo nizkih temperaturah. Njegovo vrelišče in kritična točka sta odvisna od njegovega izotopa. Gostota kapljevinskega helija pri vrelišču in tlaku 1 atm je približno 0,125 g/ml.
Helij-4 je prvi ukapljevinil nizozemski fizik Heike Kamerlingh Onnes 10. julija 1908. Kapljevinski helij-4 se uporablja kot kriogenska hladilna tekočina. Komercialno se uporablja v superprevodnih magnetih, ki se uporabljajo npr. pri slikanju z magnetno resonanco. Ukapljevinjanje poteka v Hamson-Lindejevem ciklu, patentiranem leta 1895.
Temperature za ukapljevinjenje helija so nizke zaradi šibkih sil med helijevimi atomi. Medatomske sile so majhne predvsem zaradi tega, ker je helij žlahtni plin. Zaradi kvantnih pojavov, ki zaradi helijeve nizke relativne atomske mase niso zanemarljivi, so medatomske sile še manjše. Ničelno nihanje kapljevine je manjše, če so atomi manj vezani na svoje sosede, tako da lahko kapljevina zniža svojo energijo osnovnega stanja s povečanjem razdalje med atomi. Pri večjih razdaljah pa je vpliv medatomskih sil še manjši.
Zaradi majhnih medatomskih sil ostaja helij pri normalnem tlaku kapljevinast vse do absolutne ničle. V trdo fazo preide le pri velikih tlakih. Pri dovolj nizki temperaturi tako helij-3 in helij-4 preideta v supertekočo fazo.
Kapljevinski helij-3 in helij-4 se pod 0,9 K pri nasičenem parnem tlaku ne moreta popolnoma mešati. Pod to temperaturo mešanica obeh izotopov preide spontano fazno ločevanje v lažjo normalno kapljevino, ki je večinoma helij-3, in gostejšo supertekočino, ki je večinoma helij-4. To se zgodi, ker lahko sistem s faznim ločevanjem zmanjša svojo entalpijo. Pri nizkih temperaturah lahko v raztopini s helijem-4 bogata faza vsebuje do 6 % helija-3, kar omogoča obstoj razredčevalnega kriostata, s katerim je mogoče doseči nekaj mK nad absolutno ničlo.
| značilnosti kapljevinskega helija                            | helij-4 | helij-3                    |
| ------------------------------------------------------------ | ------- | -------------------------- |
| kritična temperatura                                         | 5,2 K   | 3,3 K                      |
| vrelišče pri 1 atm                                           | 4,2 K   | 3,2 K                      |
| najmanjši tlak taljenja                                      | 25 atm  | 29 atm pri 0,3 K           |
| temperatura supertekočega prehoda pri nasičenem parnem tlaku | 2,17 K  | 1 mK brez magnetnega polja |